# Hippobosca rufipes
Hippobosca rufipes är en tvåvingeart som beskrevs av Ignaz von Olfers 1816. Hippobosca rufipes ingår i släktet Hippobosca och familjen lusflugor. Inga underarter finns listade i Catalogue of Life.